# Zielband (SNB)
Als Zielband wird ein Instrument der Schweizerischen Nationalbank (SNB) zur Steuerung der Zinsen auf dem Geldmarkt bezeichnet.
Die SNB legt im Rahmen ihres geldpolitischen Konzepts in der Regel für den Dreimonats-Libor ein Zielband in Breite von einem Prozentpunkt fest.